# Astara (Rayon)
Astara ist ein Rayon in Aserbaidschan. Er grenzt im Süden und Westen an Iran, im Osten an das Kaspische Meer. Die Hauptstadt ist Astara.

## Geografie
Der Rayon hat eine Fläche von 616 km². Im Westen liegt das Talyschgebirge mit bis zu 2000 Meter Höhe. Der Osten der Region erstreckt sich ein Teil der Lenkoraner Niederung. Ein Großteil der Fläche ist bewaldet. Die Flüsse Astarachai und Tengerud fließen durch den Rayon ins Kaspische Meer. Im Bezirk liegt ein Teil des Nationalparks Hirkan.

## Bevölkerung
Im Rayon leben 110.500 Einwohner (Stand: 2021). 2009 betrug die Einwohnerzahl 95.900. Die Bevölkerung verteilt sich auf eine Stadt und 13 Dörfer. Ein Großteil der Bevölkerung sind Talyschen, die dem schiitischen Islam anhängen. Außerdem leben im Bezirk Aserbaidschaner und Russen.

## Wirtschaft
In der Region werden vor allem Tee, Getreide, Zitrusfrüchte und Gemüse angebaut. Außerdem findet sich eine lebensmittelverarbeitende Industrie in der Hauptstadt Astara. Durch den Bezirk führt die Pipeline von Abadan am persischen Golf nach Aserbaidschan.

## Sehenswürdigkeiten

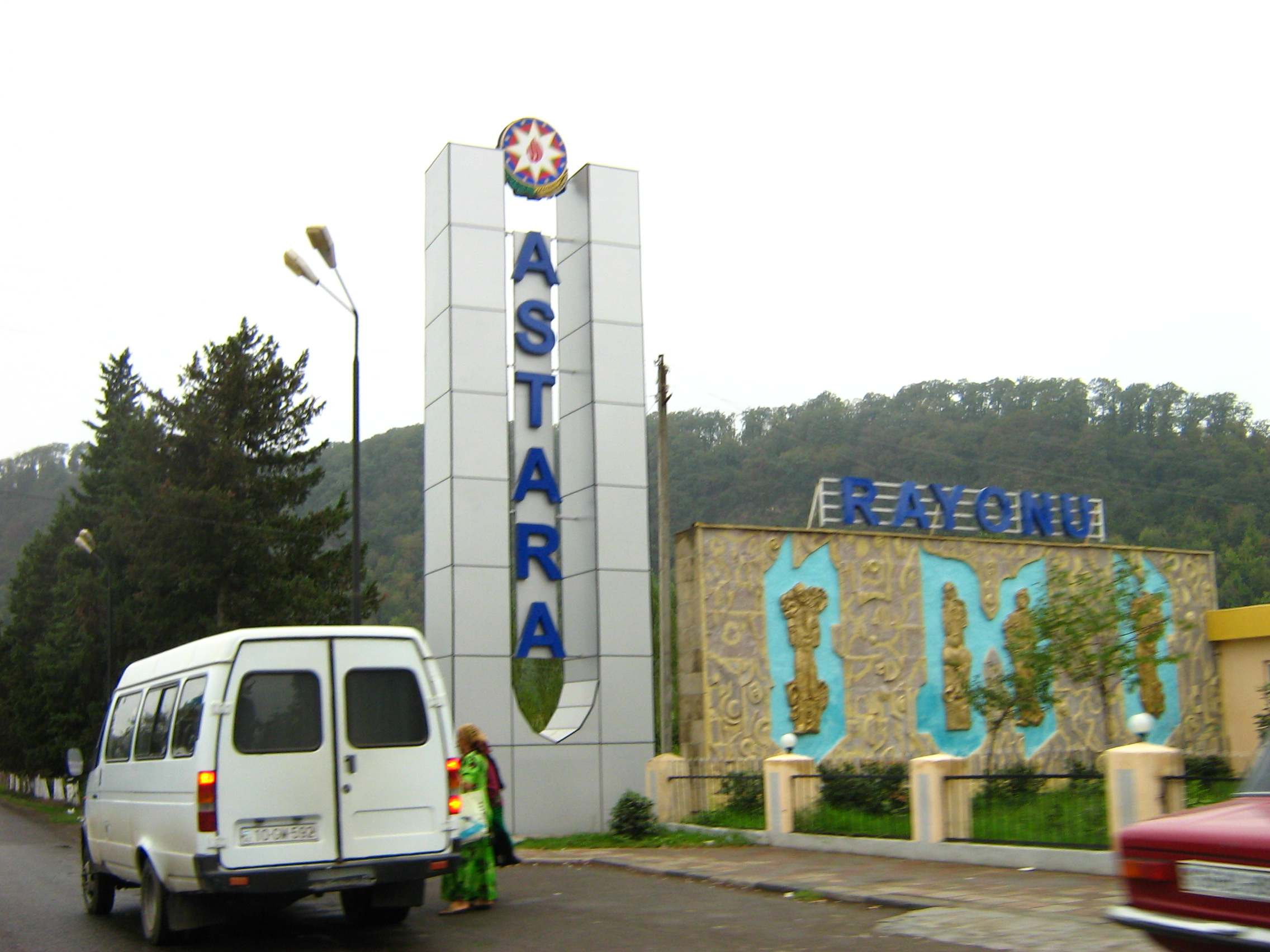
Begrüßungsschild des Bezirks

Im Dorf Şahağac befindet sich ein Mausoleum aus dem 12. Jahrhundert. In Ərcihan befindet sich die Moschee Kərbəlayi Həmid Abdulla Hamamı. Im Ort Isti-Su befinden sich heiße Quellen. Außerdem liegen im Rayon eine Karawanserei aus dem 7. Jahrhundert und steinzeitliche Skulpturen bei den Orten Siniyapert, Lomin und Pileken.